# Onderscheidingsvlag Gouverneur van de Nederlandse Antillen
De onderscheidingsvlag van de gouverneur van de Nederlandse Antillen werd per 5 april 1966 bij koninklijk besluit (KB) vastgesteld als onderscheidingsvlag van de gouverneur van de Nederlandse Antillen. Nadat Aruba in 1986 een Status aparte kreeg, werd het aantal sterren in de vlag verminderd tot vijf en werd Aruba vertegenwoordigd door de gouverneur van Aruba, met een eigen onderscheidingsvlag. Nadat Curaçao en Sint Maarten op 10 oktober 2010 autonome landen binnen het Koninkrijk der Nederlanden werden, is de vlag vervallen. Curaçao en Sint Maarten hebben sindsdien ieder een eigen gouverneur met een eigen onderscheidingsvlag.

## Beschrijving
De vlag wordt als volgt beschreven:
Een rechthoekige vlag, waarvan de lengte zich verhoudt tot de hoogte als 3:2, met aan de boven- en onderzijde een rode, een witte en een blauwe baan in de kleuren van de Nederlandse vlag, elk met een breedte, gelijk aan een twaalfde van die der vlag. De bovenste en onderste drie banen zijn van elkaar gescheiden door een witte baan, waarop in het midden is aangebracht de verticale rode en horizontale blauwe baan met de zes sterren uit de vlag van de Nederlandse Antillen, waarbij de lengte van de blauwe baan en de hoogte van de rode baan een derde bedragen van de lengte onderscheidenlijk de hoogte van de vlag.

In hetzelfde KB is ook de onderscheidingsvlag van de gouverneur van Suriname ingesteld.
De vlag van de gouverneur van de Nederlandse Antillen werd na instelling van de Status aparte van Aruba in 1986 aangepast aan de gewijzigde landsvlag, zij het met enige vertraging. Men had vergeten een nieuwe vlag voor de gouverneur in te stellen. Dat gebeurde nadat de gouverneur dit had gemeld alsnog op 11 oktober 1986 door de ondertekening door koningin Beatrix van KB no. 42, dat op 1 januari 1987 in werking trad.

## Voorgaande vlaggen
Eer zijn geen gouverneursvlaggen bekend van voor 1904. De gouverneur van wat toen nog Curaçao en Onderhorigheden heette was lager in rang dan zijn ambtsgenoot in Suriname en dat kwam tot uiting in de eerbewijzen. Hierin kwam in 1904 verandering toen de gouverneurs van Suriname en Curaçao en Onderhorigheden volgens de Verordeningen voor de Koniklijke Zeemacht, Hoofdstuk I deel II, art. 19 vanaf 1 november 1904 beiden een vlag mochten voeren met twee witte ballen, afgeleid van de onderscheidingsvlag van een schout-bij-nacht. Deze vlag kan als volgt worden beschreven:
Drie banen van gelijke hoogte van rood, wit en blauw, met op de rode baan aan de mastzijde twee naast elkaar geplaatste witte bollen met een middellijn van 1/3 van de breedte van de baan.

Vanaf 1920 werd deze gewijzigd in een vlag die was afgeleid van de onderscheidingsvlag van een viceadmiraal: de Nederlandse vlag met in de rode baan drie witte ballen, geplaatst een en twee, aan de mastzijde. Deze gouverneursvlag werd bij KB van 30 januari 1930, no.113 opnieuw vastgesteld en kan als volgt worden beschreven:
Drie banen van gelijke hoogte van rood, wit en blauw, met op de rode baan aan de mastzijde drie witte bollen, geplaatst een en twee.

De Nederlandse overheid realiseerde zich pas in 1964 dat dit niet meer overeenkomstig de verhoudingen was na inwerkingtreding van het Koninkrijksstatuut, waarbinnen de landen gelijkwaardig werden gesteld. De functie van gouverneur was daarmee hoger geworden dan die van gouverneur-generaal uit het verleden.

## Afbeeldingen

### Historische gouverneursvlaggen

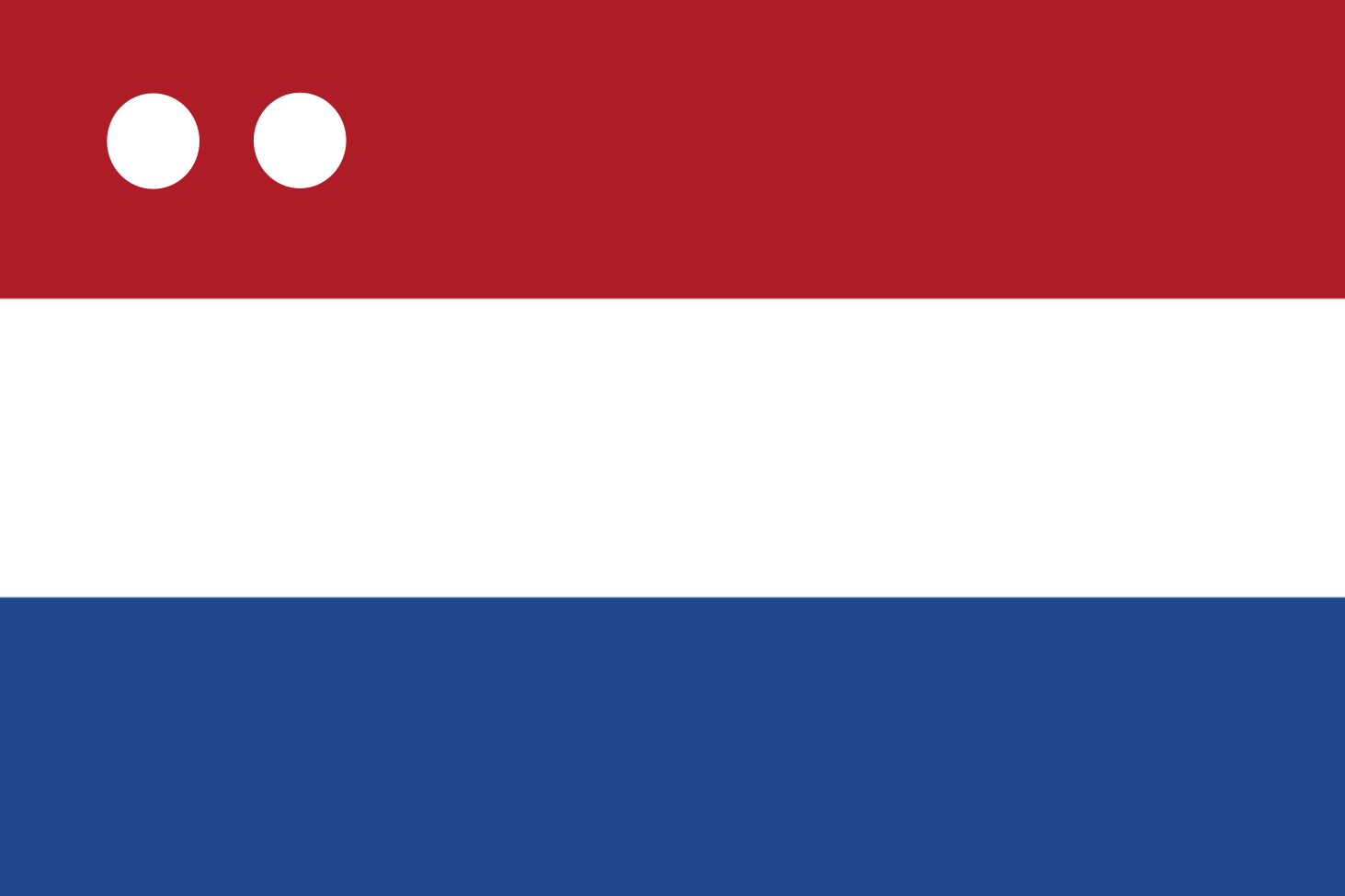
?Gouverneursvlag van een overzees rijksdeel (1904 - 1920)
?Gouverneursvlag van een overzees rijksdeel (1920-1966)

### Verwante vlaggen

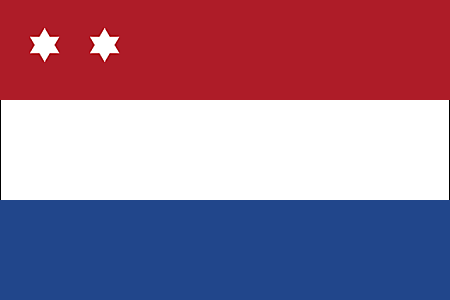
?Onderscheidingsvlag van een schout-bij-nacht (sinds 1887)
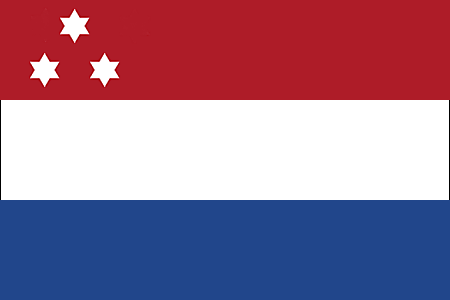
?Onderscheidingsvlag van een viceadmiraal
?Vlag van de Nederlandse Antillen (1959–1986)
?Vlag van de Nederlandse Antillen (1986-2010)